# Onwen
Onwen ou Onven, morte vers 1084, est une aristocrate bretonne. Issue d’un lignage de Crozon, elle est l'épouse de l’évêque de Cornouaille Orscand et la mère de l'évêque Benoît. Elle a une querelle de préséance avec sa belle-sœur Judith de Nantes, révélatrice de tensions avec le pouvoir comtal et d'une situation personnelle peu assurée.

## Biographie

### Famille de Crozon
Onwen est la fille de Rivelen de Crozon, qui est un proche du lignage comtal de Cornouaille et qui possède probablement une motte sur la presqu’île de Crozon.
Si l'origine de ce lignage de Crozon reste inconnue, il faut relever que les anthroponymes du père d'Onwen, Rivelen, d'un des fils d’Onwen, Guegon, et de son petit-fils, Salomon, sont déjà utilisés au IXe siècle par le lignage royal de Poher, dont le membre le plus illustre est le roi Salomon mort en 874. Ainsi, il semble que les ancêtres d'Onwen figurent parmi les proches du lignage royal de Poher et en adoptent les noms.

### Épouse et mère d’évêques
Probablement avant 1030, Onwen épouse l'évêque de Cornouaille Orscand. Elle est ainsi episcopissa, femme de l'évêque. Par son mariage, Onwen semble avoir bénéficié d'un douaire, dont font partie des biens situés en Trégunc qu'elle cède en 1084.
Onwen et Orscand ont deux fils dont on connaît les noms, Benoît, évêque de Cornouaille après son père et Guegon (Guigon), doyen de la cathédrale de Quimper, ainsi qu'un autre fils ou une fille, qui donne naissance à Salomon, archidiacre de Quimper. Benoît est né au plus tôt en 1046.
Vers 1063/1064, Orscand et Onwen prient saint Corentin de guérir leur fils Benoît, gravement malade, et lui cèdent des biens,,. On voit ainsi qu'ils mesurent très mal leur situation canonique très douteuse : Orscand est un évêque marié auquel il est prévu que succède son fils.
Le chanoine qui rédige le cartulaire de Quimper, qui écrit plus tard, alors que la réforme grégorienne a touché le diocèse de Cornouaille, évite de rappeler le mariage entre Onwen et l’évêque Orscand. Quand il évoque l'évêque Benoît, il cite soit son père, Orscand, soit sa mère, Onwen, en omettant le mariage qui les unit.

### Querelle de préséance

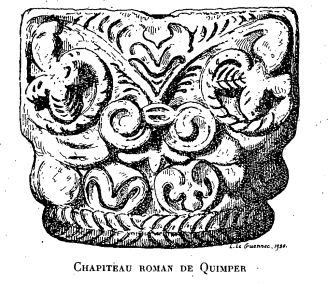
Chapiteau conservé au Musée départemental breton. Unique vestige de la cathédrale romane, dernier quart du XIe siècle. Dessin de Louis Le Guennec (1920).

À une date que l’on ne connaît pas, alors qu'Orscand célèbre la messe dans la cathédrale, Onwen, son épouse, ne se lève pas à l'entrée de sa belle-sœur Judith, épouse du comte de Cornouaille Alain Canhiart, frère d'Orscand. En compensation de cet affront, Orscand est obligé de céder à Judith des biens de la cathédrale de Quimper et le monastère de Locmaria,,,.
Le sujet dépasse largement cette simple anecdote. Le lignage d'Onwen apparaît assez modeste, comparé à celui de sa belle-sœur Judith de Nantes, d'ascendance royale. C’est un élément de la querelle de préséance qui les oppose. L'épisode montre aussi que Judith, comitissa (comtesse), n'entend pas céder face à l'episcopissa (femme de l’évêque), assumant ainsi pleinement les prérogatives du pouvoir comtal. Les prétentions d'Onwen de montrer une quelconque prééminence semblent inacceptables. Enfin, Alain Canhiart et Judith installent une communauté féminine dédiée à la Vierge à Locmaria, ce qui, par l'évocation de la pureté de la Vierge, semble montrer un désir d'effacer le mariage épiscopal, alors que la réforme grégorienne commence.
La dernière trace d'Onwen est un acte de 1084, par lequel elle cède des biens pour le salut de son âme.